# Paul Sackey
Pour les articles homonymes, voir Sackey.

a Compétitions nationales et continentales officielles uniquement.

b Matchs officiels uniquement.
Dernière mise à jour le 28 janvier 2015.
Paul Henry Sackey, est un joueur de rugby à XV international anglais aujourd'hui retiré des terrains, il est né le 8 novembre 1979 à Londres (Angleterre). Il a notamment évolué au poste d'ailier au Stade français entre 2011 et 2013, après avoir joué dans l'équipe du RC Toulon lors de la saison 2010-2011, et au sein des London Wasps jusqu'en 2010.

## Carrière sportive
Paul Sackey signe au RC Toulon à l'été 2010, pour un contrat d'un an renouvelable automatiquement (si le joueur était titularisé au moins 16 fois). Toutefois, en avril 2011, le 10 Sport annonce que le joueur et les dirigeants du club se sont mis d'accord pour se séparer à l'été 2011. Il s'engage alors avec le Stade français où il porte les couleurs de cette équipe pendant deux saisons. Avec Paris il aura notamment été finaliste du Challenge européen en 2013.

### En club

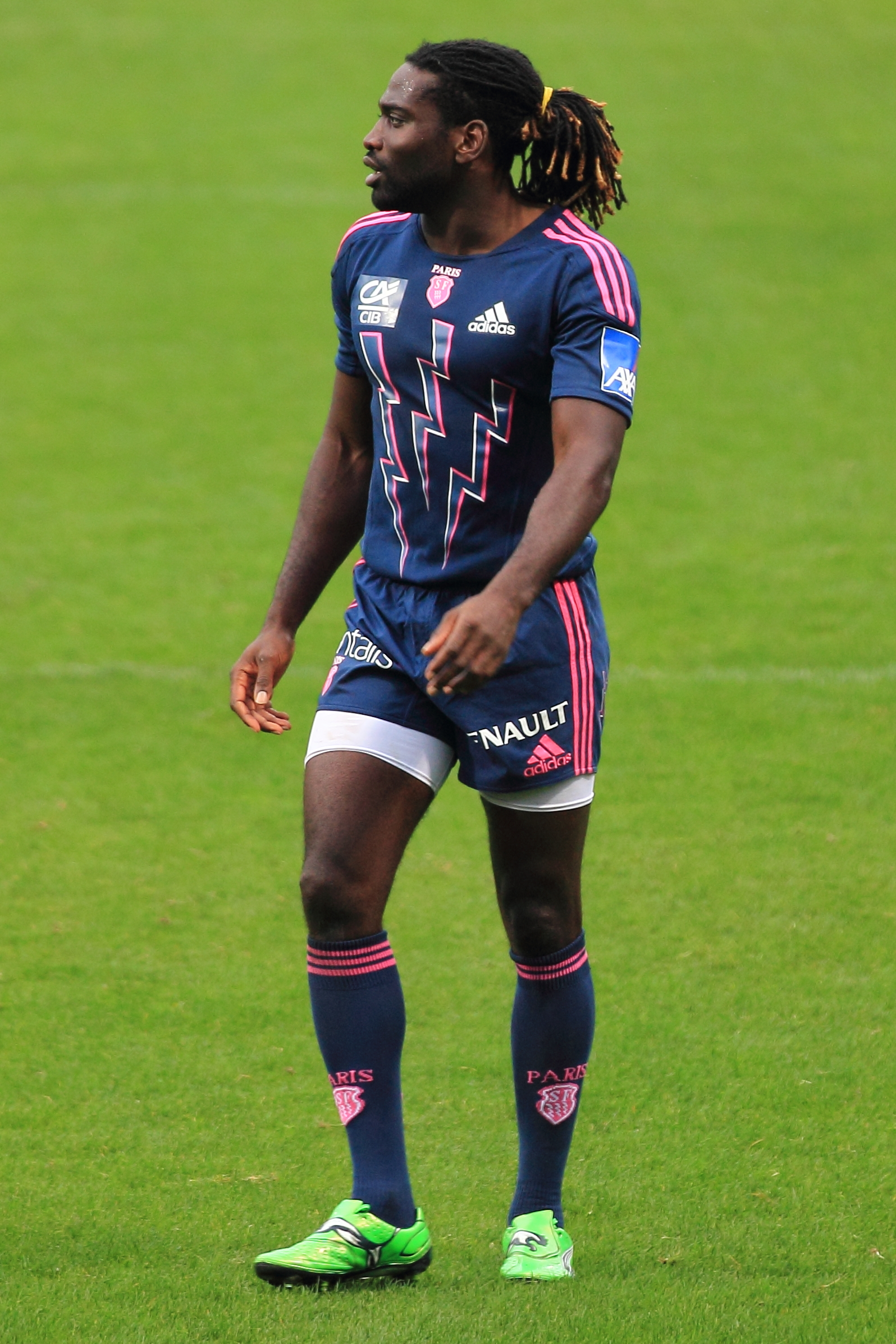
Sackey dans un match du Stade français contre le Stade toulousain en 2011

- 1999-2000 : Bedford Blues  Angleterre
- 2000-2004 : London Irish  Angleterre
- 2004-2010 : London Wasps  Angleterre
- 2010-2011 : Rugby club toulonnais  France
- 2011-2013  : Stade français Paris Rugby  France
- 2013-2014 : Harlequins  Angleterre

### En équipe nationale
Il a honoré sa première cape internationale en équipe d'Angleterre le 5 novembre 2006 contre l'équipe de Nouvelle-Zélande.

## Palmarès

### En club
- Vainqueur de la coupe d'Angleterre :  2002
- Champion d'Angleterre : 2005
- Vainqueur de la coupe d'Europe : 2007
- Finaliste du Challenge européen : 2013

### En équipe nationale
(À jour au 08.10.11)
- 22 sélections en équipe d'Angleterre depuis 2006
- 11 essais (55 points)
- Sélections par année : 2 en 2006, 8 en 2007, 9 en 2008, 3 en 2009
- Tournoi des Six Nations disputé : 2008 et en 2009
- Équipe d'Angleterre A : 2 sélections en 2005 (Canada, Argentine A)

En coupe du monde :
- 2007 : vice-champion du monde, 6 sélections en tant que titulaire (Afrique du Sud, Samoa, Tonga, Australie, France, Afrique du Sud), 4 essais (2 contre les Samoa et 2 contre les Tonga)